# I Feel (minialbum)
I Feel – szósty koreański minialbum południowokoreańskiej grupy (G)I-dle. Został wydany cyfrowo przez Cube Entertainment 15 maja, a fizycznie następnego dnia. Składa się z trzech wersji fizycznych: Cat, Butterfly i Queen. Album zawiera sześć utworów, w tym przedpremierowy utwór wideo „Allergy” oraz główny singel „Queencard”. Grupa utrzymuje swoją reputację jako grupa „samodzielnych producentek”, a trzy członkinie Soyeon, Minnie i Yuqi przejęły rolę producentek i autorek utworów na albumie.
Album przekazuje wiadomość o samoocenie i pewności siebie, poruszając tematy związane z odnalezieniem pewności siebie, miłością, czerpaniem przyjemności oraz poznawaniem samego siebie jako dorosłej osoby. Wykorzystuje on lżejszy i komediowy styl, który ma mniej poważny ton w porównaniu do wcześniejszych wydawnictw grupy. Pod względem brzmienia eksperymentuje z różnorodnymi gatunkami, takimi jak pop rock, electro pop, pop ballada i dream pop, a niektóre utwory zawierają elementy newtro, rocka i minimalistycznej produkcji. Album przyjmuje formę High Teen oraz inspirowany estetyką Y2K. Jest również częścią serii „I” grupy, kontynuując I Love oraz I Never Die (2022).

## Tło wydania
18 kwietnia 2023 roku Cube Entertainment ogłosiło powrót grupy na 15 maja, wydając zwiastun wideo o stylu przypominającym zapowiedź serialu. Wideo ujawniło tytuły nowych piosenek oraz autorów. Ogłoszenie zostało również uzupełnione plakatem koncepcyjnym, na którym widniał rysunek królowej z karty trumpa, z literą „G”, reprezentującą G w nazwie grupy, wyrytą w lewym górnym rogu plakatu zamiast „Q”, oznaczającą królową. Dodatkowo, na plakacie znajdowały się napisy takie jak „Top 10” w prawym górnym rogu i „(G)I-dle Original Series” na dole.
24 kwietnia grupa opublikowała listę utworów oraz zwiastun, ujawniając „Queencard” jako główny singiel. Następnego dnia grupa wydała pięć zwiastunów „casting board” (planszy castingowej). Od 26 kwietnia do 4 maja grupa publikowała serię zwiastunów i zdjęć, które opowiadały historię, przybierającą formę wizualizacji „High Teen”, Mean Girls i inspiracji estetyką Y2K w trakcie kolejnych wydań.
Rozpoczynając od 26 kwietnia, grupa zaczęła publikować „mapę postaci”, czyli wprowadzenie do każdej postaci granych przez członkinie. Tego samego dnia wydano również „wideo wprowadzające” inspirowany filmem Mean Girls z 2004 roku. Następnego dnia, 27 kwietnia, grupa wydała wersję „Spoiler Alert : Yuqi”, która prezentowała fragmenty czwartego utworu, „All Night. 28 kwietnia grupa wydała wersję Shuhua, która prezentowała fragmenty szóstego utworu, „Peter Pan”. Wydany film przedstawia fabułę, która jest powiązana z poprzednim wydaniem.
29 maja grupa wydała pięć zdjęć koncepcyjnych Queen. 1 maja wydano wersję „Spoiler Alert: Minnie”, która prezentowała fragmenty trzeciego utworu, „Lucid”. Wideo zawiera odniesienia do wcześniejszego wydawnictwa grupy, „Tomboy”. 2 maja została wydana wersja Miyeon, która prezentowała fragmenty piątego utworu, „Paradise”. 3 maja grupa wydała pięć zdjęć koncepcyjnych Butterfly. 4 maja została wydana wersja Soyeon, która prezentowała fragmenty drugiego utworu, „Allergy”. 5 maja opublikowano pięć zdjęć koncepcyjnych Cat.
9 maja 2023 roku Cube opublikowało pięć indywidualnych zdjęć zwiastujących dla każdej członkini grupy na swoich kontach w mediach społecznościowych, potwierdzając tym samym wydanie drugiego utworu „Allergy” 10 maja. 11 maja został wydany zwiastun „filmu wywiadu”. Wideo miało formę materiału kulisy z komentarzami oraz fragmentami wywiadu z członkiniami grupy na temat albumu.

## Koncepcja i tytuł
Tytuł albumu został opisany jako deklaracja grupy, że są „zachwycająco” narcystyczne, ponieważ niezależnie od tego, jak wyglądają, będą kochać siebie takimi, jakimi są.
Soyeon zauważyła w oświadczeniu prasowym dotyczącym albumu, że była zainspirowana amerykańskim filmem z 2018 roku I Feel Pretty podczas komponowania głównego singla „Queencard”. Stwierdziła, że chciała, aby album i jego główny singel brzmiały jak komediowy film, który opisuje codzienne życie osób w wieku dwudziestu lat i ich troski. Dlatego grupa podjęła się „nowego wyzwania”, aby wprowadzić dramaturgię do albumu poprzez utwory, które rozwijają się wokół jednej historii, w której każda członkini ma swoją własną postać. Soyeon wciela się w postać „aspirującej królowej pszczół”, podczas gdy Miyeon jest influencerką mediów społecznościowych, Minnie to samotna trenerka siłowni, a Yuqi i Shuhua to popularne najlepsze przyjaciółki. Narracja zaczyna się od teledysku do przedpremierowego teledysku „Allergy”, a historia jest kontynuowana w teledysku do głównego singla „Queencard”, gdzie Soyeon zdaje sobie sprawę, że „prawdziwa piękność wynika z pewności siebie po odkryciu, że nawet królowe pszczół mają swoje własne kompleksy i porównują się z innymi”. Wizualnie Soyeon czerpie inspirację z estetyki „high-teen” i Y2K we wszystkich teledyskach, okładkach i zwiastunach albumów.

## Muzyka i teksty
Album składa się z sześciu utworów, które eksperymentują z różnymi gatunkami muzycznymi, takimi jak pop rock, electro pop, pop ballada i dream pop, a ich piosenki wykorzystują elementy newtro, rocka i minimalizmu. Wszystkie utwory zostały głównie wyprodukowane i napisane przez członkinie grupy, zwłaszcza Soyeon, podczas gdy Minnie i Yuqi pracowały nad „Lucid” i „Paradise”, a także „All Night” i „Peter Pan”. Oprócz członkiń grupy, w procesie tworzenia muzyki wzięło udział również wiele innych autorów i producentów, w tym długoletnich współpracowników, takich jak Pop Time, BreadBeat i Siixk Jun, z którymi grupa wcześniej współpracowała przy innych utworach.

### Tematyka
Jeśli wcześniej tworzyliśmy muzykę, która uczyła i przekazywała nauki, tym razem chcieliśmy wyrazić przesłanie piosenek w lekki i komiczny sposób, nawiązując do motywu filmu I Feel Pretty.

Album I Feel składa się z sześciu utworów, które mają przekazywać wiadomość dotyczącą samooceny i pewności siebie, z czego ostatnie dwa są powtarzającymi się motywami w poprzednich głównych singlach grupy. W porównaniu do wcześniejszych wydań grupy, które miały bardziej poważny ton, grupa chciała tym razem wyrazić zamierzoną wiadomość „w lekki i humorystyczny sposób, wraz z motywem filmu I Feel Pretty ”. Album ogólnie omawia temat samooceny, która „zmienia się w zależności od myśli i emocji”. Według Soyeon, album opowiada historię, która „wyraża codzienne życie i zmartwienia ludzi w wieku dwudziestu lat”.

### Utwory
Utwór otwierający, „Queencard”, charakteryzuje się „ newtro vibe”, gdzie tekst opowiada o osobie, która „zdaje sobie sprawę, że prawdziwe piękno pochodzi z pewności siebie po odkryciu, że nawet królowe pszczół mają własne kompleksy i porównują się z innymi”. Drugi utwór, „Allergy”, to pop-punkowy utwór z tekstami, które wyrażają pragnienie miłości do samego siebie, jednocześnie nienawidząc siebie za porównywanie się z innymi. Trzeci utwór, „Lucid”, to marzycielska piosenka charakteryzująca się „unikalnym” harmonijnym basem i organem. Następnie „All Night”, popowa piosenka napędzana „nisko zawieszonym”, elastycznym basem z silnymi elementami rockowych riffów. Teksty skupiają się na bohaterze, który chce cieszyć się sobą, ignorując spojrzenia innych i korzystając z nocy. Piąty utwór, „Paradise”, to emocjonalna elektro-popowa ballada z elementami synth i popu, zbudowana wokół „chwytliwego” riffu gitary akustycznej i rytmu swingowego. Teksty koncentrują się na pocieszeniu kogoś, kto jest zmęczony codziennym życiem i boryka się „z dorastaniem zdefiniowanym przez społeczeństwo”. Następnie zamykający utwór, „Peter Pan”, to minimalistyczna piosenka oparta na „jasnym” instrumencie, w tym na akustycznej gitarze, strumieniach i stukających rytmach. Teksty zostały opisane jako „dowcipne”, wyrażające zamieszanie 20-latków, którzy są w trakcie odnajdywania swojego dorosłego życia.

## Odbiór krytyczny
Rhian Daly z NME w swojej recenzji przyznaje albumowi cztery gwiazdki na pięć możliwych i chwali jego „lekkostrawną zabawę” oraz mniej poważne podejście do tematów, pisząc: „choć utwór [Queencard] jest zabawny, to ulgą jest, że reszta utworów z I Feel nie osiąga tak absurdalnych poziomów. Pozostałe pięć utworów odmawia całkowitego powagi, zamiast tego balansując między bardziej beztroskimi momentami a głębszymi tematami.” Dodatkowo napisała: „I Feel może nie być najmocniejszym wydawnictwem (G)I-dle, ale prezentuje grupę, która nie boi się podejmować odważnych kroków, rozwijając się twórczo. Ich zwyczaj kontynuowania wyzwań i eksperymentów sprawia, że ich powroty są tak ekscytujące - niech to trwa jak najdłużej”.

## Lista utworów
| CD | CD                           | CD                  | CD                            | CD                            | CD      |
| Nr | Tytuł utworu                 | Tekst               | Kompozycja                    | Aranżacja                     | Długość |
| -- | ---------------------------- | ------------------- | ----------------------------- | ----------------------------- | ------- |
| 1. | „Queencard” (kor. 퀸카)      | Soyeon              | Soyeon, PopTime, Daily, Likey | Soyeon, PopTime, Daily, Likey | 2:41    |
| 2. | „Allergy”                    | Soyeon              | Soyeon, PopTime, Daily, Likey | Soyeon, PopTime, Daily, Likey | 2:42    |
| 3. | „Lucid”                      | Minnie, Soyeon      | Minnie, BreadBeat, Sinkung    | BreadBeat, Sinkung            | 2:55    |
| 4. | „All Night”                  | Yuqi, Wooseok       | Yuqi, Siixk Jun               | Siixk Jun                     | 2:26    |
| 5. | „Paradise”                   | Minnie, B.O, Soyeon | Minnie, BreadBeat             | BreadBeat                     | 3:09    |
| 6. | „Peter Pan” (kor. 어린 어른) | Soyeon, Yuqi        | Yuqi, Siixk Jun, Wooseok      | Siixk, Jun                    | 3:10    |

## Notowania
| Lista                                       | Pozycja | Źr.    |
| ------------------------------------------- | ------- | ------ |
| South Korean Albums (Circle)                | 1       | [ 41 ] |
| Austrian Albums (Ö3 Austria)                | 58      | [ 42 ] |
| Belgian Albums (Ultratop Flanders)          | 36      | [ 42 ] |
| Belgian Albums (Ultratop Wallonia)          | 90      | [ 42 ] |
| French Albums (SNEP)                        | 105     | [ 42 ] |
| German Albums (Offizielle Top 100)          | 25      | [ 42 ] |
| Japanese Albums (Oricon)                    | 19      | [ 43 ] |
| Japanese Combined Albums (Oricon)           | 20      | [ 44 ] |
| Japanese Hot Albums (Billboard Japan)       | 34      | [ 45 ] |
| Scottish Albums (OCC)                       | 12      | [ 46 ] |
| Swedish Physical Albums (Sverigetopplistan) | 17      | [ 47 ] |
| UK Album Downloads (OCC)                    | 69      | [ 48 ] |
| UK Albums Sales (OCC)                       | 12      | [ 49 ] |
| UK Independent Albums (OCC)                 | 2       | [ 50 ] |
| UK Physical Albums (OCC)                    | 12      | [ 51 ] |
| US Billboard 200                            | 41      | [ 52 ] |
| US Independent Albums (Billboard)           | 9       | [ 53 ] |
| US World Albums (Billboard)                 | 1       | [ 54 ] |

## Nagrody w programach muzycznych
| Program                | Data            | Źródło |
| ---------------------- | --------------- | ------ |
| The Show (SBS MTV)     | 23 maja 2023    | [ 55 ] |
| Show Champion (MBC M)  | 24 maja 2023    | [ 56 ] |
| M Countdown (Mnet)     | 25 maja 2023    | [ 57 ] |
| Music Bank (KBS2)      | 26 maja 2023    | [ 58 ] |
| Show! Music Core (MBC) | 27 maja 2023    | [ 59 ] |
| Show! Music Core (MBC) | 3 czerwca 2023  | [ 60 ] |
| Show! Music Core (MBC) | 10 czerwca 2023 | [ 61 ] |
| Show! Music Core (MBC) | 24 czerwca 2023 | [ 62 ] |
| Show! Music Core (MBC) | 1 lipca 2023    | [ 63 ] |
| Inkigayo (SBS)         | 28 maja 2023    | [ 64 ] |
| Inkigayo (SBS)         | 4 czerwca 2023  | [ 65 ] |
| Inkigayo (SBS)         | 11 czerwca 2023 | [ 66 ] |